# Pál Benkő
Pál Charles Benkő [ˈpaːl ˈbɛŋkøː] (* 15. Juli 1928 in Amiens, Frankreich; † 25. August 2019 in Budapest, Ungarn) war ein ungarisch-US-amerikanischer Schach-Großmeister und Studienkomponist.

## Turnierspieler

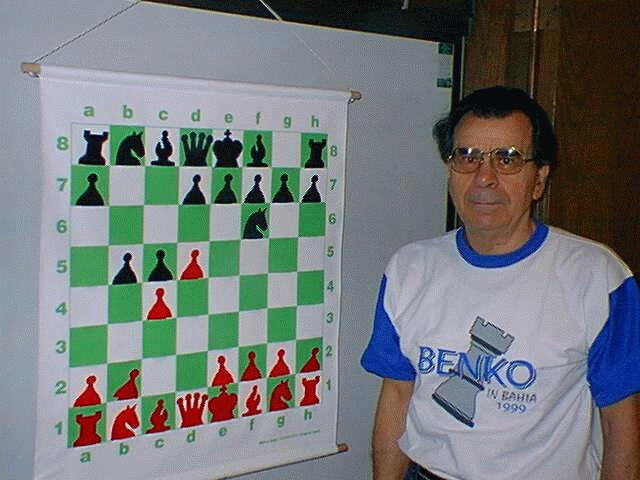
Pál Benkő demonstriert das Benkő-Gambit (2005)

Im englischen Sprachraum ist er unter Pal Benko bekannt. Diese Schreibweise wird vom Weltschachbund, in Schachdatenbanken und zumeist auch in der deutschen Presse verwendet.
Pál Benkő gewann 1948 die ungarische Meisterschaft. Im Oktober 1957 emigrierte er von Reykjavík aus in die USA. 1958 wurde er vom Weltschachbund FIDE zum Großmeister ernannt. Er nahm 1959 und 1962 an den Kandidatenturnieren zur Schachweltmeisterschaft teil. 1970 qualifizierte er sich für das Interzonenturnier Palma de Mallorca 1970, verzichtete jedoch zugunsten von Bobby Fischer auf eine Teilnahme, der deshalb 1972 Weltmeister werden konnte. Verzichtet hat Benkő auf Intervention des US-Schachverbandes, er erhielt zudem eine Abfindung in Höhe von 2000 US-Dollar. Benkő gewann achtmal die offenen US-Meisterschaften. Benkő nahm an sieben Schacholympiaden teil, 1956 in Moskau erreichte er mit der ungarischen Mannschaft den dritten Platz, 1962 bis 1972 spielte er in der Mannschaft der Vereinigten Staaten. Er erreichte als bestes Ergebnis 1966 in Havanna den zweiten Platz, in der Einzelwertung erzielte er 1962 in Warna das zweitbeste Ergebnis am zweiten Brett.
Mitte der 1990er Jahre spielte er für den Verein SK Göggingen in der deutschen 2. Bundesliga. In Ungarn spielte Benkő in den 1970er und 1980er Jahren für Spartacus Budapest, mit dem er 1982 den European Club Cup gewann, und von 2002 bis 2005 für Vasas SC Novák.
Es sind einige Schacheröffnungen nach ihm benannt, wie das Benkő-Gambit (auch Wolga-Gambit oder Wolga-Benkő-Gambit) und im Englischen die „Benkő-Eröffnung“ (Benko Opening) 1. g3, im deutschen Sprachraum ist dafür die Bezeichnung Königsfianchetto gebräuchlich.
Seine beste historische Elo-Zahl von 2687 erreichte er im Dezember 1958. Benkő hatte seit der Ungarischen Mannschaftsmeisterschaft 2004/05 keine gewertete Partie mehr gespielt.
Bei der Schachweltmeisterschaft der Senioren 1992 belegte er den dritten Platz.

## Partiebeispiel
|   | a | b | c | d | e | f | g | h |   |
| 8 |   |   |   |   |   |   |   |   | 8 |
| 7 |   |   |   |   |   |   |   |   | 7 |
| 6 |   |   |   |   |   |   |   |   | 6 |
| 5 |   |   |   |   |   |   |   |   | 5 |
| 4 |   |   |   |   |   |   |   |   | 4 |
| 3 |   |   |   |   |   |   |   |   | 3 |
| 2 |   |   |   |   |   |   |   |   | 2 |
| 1 |   |   |   |   |   |   |   |   | 1 |
|   | a | b | c | d | e | f | g | h |   |

Die folgende Partie gewann Benkő mit den weißen Steinen beim Interzonenturnier im jugoslawischen Portorož 1958 gegen den späteren Weltmeister Fischer.
Benkő–Fischer 1:0
Portorož, 10. August 1958
Königsindische Verteidigung (Sämisch-Variante), E80
1. d4 Sf6 2. c4 g6 3. Sc3 Lg7 4. e4 d6 5. f3 e5 6. Sge2 0–0 7. Lg5 exd4 8. Sxd4 Sc6 9. Sc2 Le6 10. Le2 h6 11. Lh4 g5 12. Lf2 Se5 13. Se3 c6 14. 0–0 Da5 15. Dd2 Tfd8 16. Tfd1 a6 17. a4 Dc7 18. a5 c5 19. h4 De7? (besser wäre 19. … Sg6)  20. hxg5 hxg5 21. Sf5 Lxf5 22. exf5 g4 23. Lh4 Df8 24. fxg4 Sexg4 25. Lxg4 Sxg4 26. Dg5 Sf6 27. Td3 Sh7 28. Dg4 f6 29. Sd5 Df7 30. Te1 Te8 31. Tde3 Te5 32. Lg3 Txe3 33. Txe3 Te8 34. Te6 Sg5 35. Txd6 Te4 36. Td8+ Kh7 37. Lf4 Lh6 38. Td7! (38. … Dxd7 39. Sxf6+ und gewinnt...) Te1+ 39. Kf2 Se4+ 40. Kxe1 Dxd7 41. Dg6+ 1:0

## Studienkomponist
Pál Benkő war eine anerkannte Autorität im Endspiel. Er komponierte Endspielstudien und Schachaufgaben und ist Internationaler Meister für Schachkompositionen. Jahrzehntelang hatte er eine Kolumne im Magazin Chess Life, das von der United States Chess Federation herausgegeben wird. 1993 wurde er in die US Chess Hall of Fame aufgenommen. 2003 veröffentlichte er eine Autobiografie unter dem Titel My Life, Games and Compositions.
|   | a | b | c | d | e | f | g | h |   |
| 8 |   |   |   |   |   |   |   |   | 8 |
| 7 |   |   |   |   |   |   |   |   | 7 |
| 6 |   |   |   |   |   |   |   |   | 6 |
| 5 |   |   |   |   |   |   |   |   | 5 |
| 4 |   |   |   |   |   |   |   |   | 4 |
| 3 |   |   |   |   |   |   |   |   | 3 |
| 2 |   |   |   |   |   |   |   |   | 2 |
| 1 |   |   |   |   |   |   |   |   | 1 |
|   | a | b | c | d | e | f | g | h |   |

Lösung:

Der e-Bauer muss vor dem Turm geschützt werden, wird er geschlagen, so ist die Stellung remis.
Es hilft nicht 1. Kf7? Te1 2. Le6 Tf1+ 3. Kg8 Tg1+ 4. Kh8 Tg7 5. e8D Th7+ 6. Kg8 Th8+ 7. Kxh8 patt und die Unterverwandlung führt nach 5. e8T Tf7! 6. Lxf7 patt oder 6. Lg4 Th7+ 7. Kg8 durch die Gabel Tg7+ zum Remis. Deshalb besser

1. Le6 Kg7 1. … Td1 2. h5 Kg7 3. h6+ Kh7 4. Lf5+ Kg8 5. h7+ Kg7 6. h8D+ Kxh8 7. Kf7 Te1 8. Le6 Tf1+ 9. Kg6 gewinnt

2. Kd7 Td1+

3. Kc6 Tc1+

4. Kd5 Td1+ Nun nicht 5. Kc4 Tc1+ 6. Kd3? Tc8! 7. Lxc8 Kf7 mit Remis (falscher Läufer)

5. Ke5! Te1+

6. Kf5 Tf1+

7. Kg5 Tg1+ 7. … Tf8 8. exf8D+ Kxf8 9. Kf6 sperrt den schwarzen König vom Umwandlungsfeld ab

8. Kh5 und die Umwandlung entscheidet.
Weiß könnte jedoch auch die Route über d7–c7–d6–e5 nehmen oder 5. Ke4 spielen.

## Werke
- Pal Benko, Jeremy Silman: Pal Benko. My Life, Games and Compositions. Siles Press, Los Angeles 2003, ISBN 1-890085-08-1.